# Медичи, Оттавиано де (1957)
Оттавиано де Медичи ди Тоскана ди Оттаяно (итал. Ottaviano de Medici di Toscana di Ottajano; род. 31 января 1957, Милан, Италия) — член ветви Оттаяно династии Медичи, глава Дома Медичи и президент Международной ассоциации Медичи (International Medici Association) по защите искусства, науки и литературы. Один из основателей Save Florence, инициативы по сохранению культурного наследия города Флоренции.

## Биография
Происходит из семьи потомков династии Медичи — ветви Оттаяно. Ветвь была основана Оттавиано де Медичи (1484—1546), когда он получит титул князя Оттаяно.
Учился в классическом лицее Джузеппе Парини. В 1980 году окончил Флорентийский университет по специальности экономика.
В 1998 году уехал в Лондон, где работал в страховой компании Lloyd’s. Вернувшись в Италию, стал представителем-корреспондентом Lloyd’s в Специи, Ливорно и Флоренции.
В 2010 году учредил фонд по защите Флоренции от неконтролируемого потока туристов — Save Florence.

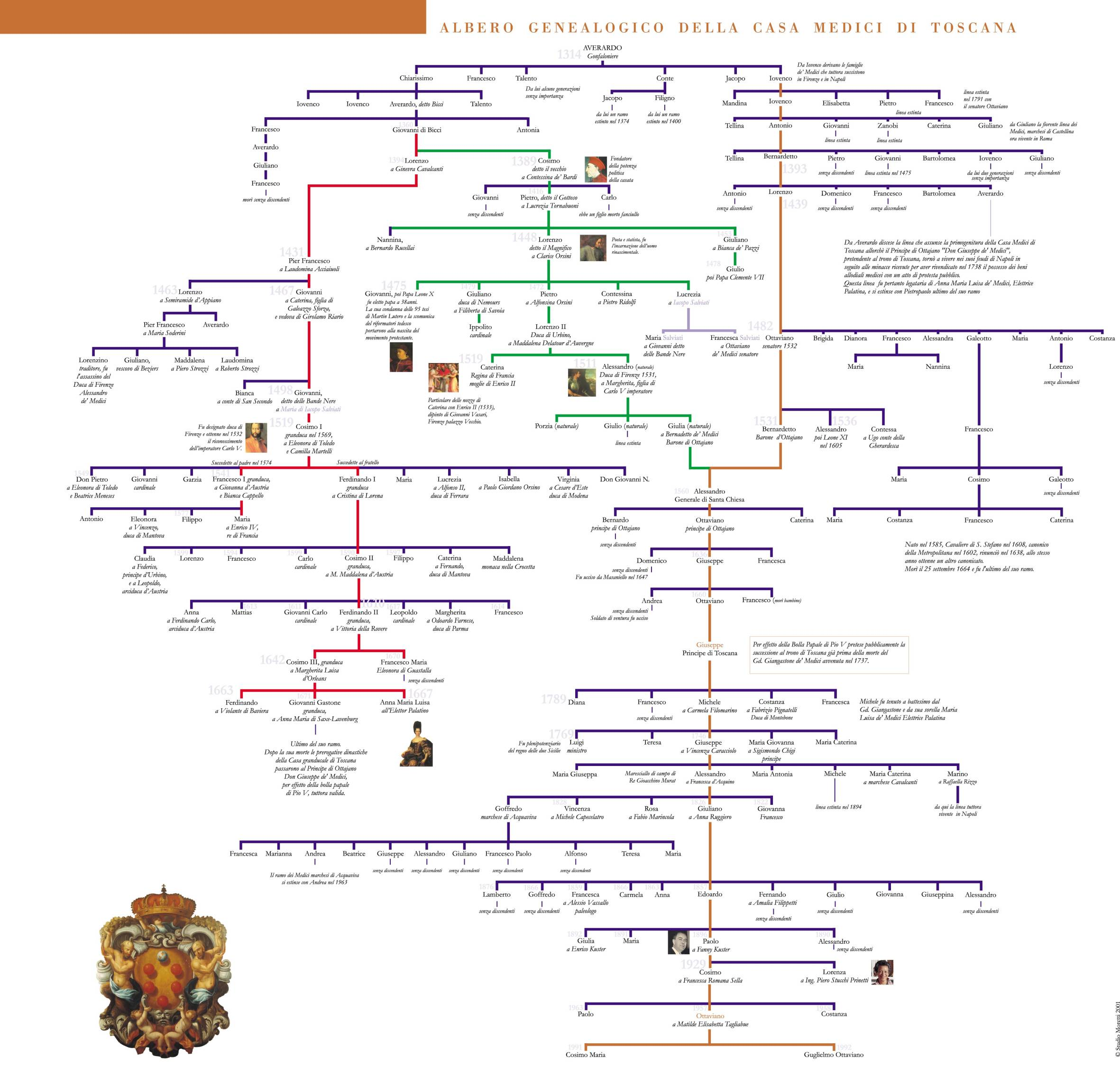
Генеалогическое древо